# 島津守久
島津 守久（しまづ もりひさ）は、室町時代前期の武将。島津氏の分家・総州家3代当主。
川内碇山城を居城としていたが、父・島津伊久と対立しており、明徳4年（1393年）、父の居城川辺城を包囲する。しかし大隅国守護職で奥州家2代当主・島津元久の説得により川内へ退却する。この事件により伊久と守久は居城を交代し、伊久は薩摩守護職と伝家の家宝を元久に譲り渡す。薩摩守護職を継げなかった守久はその後出水城に居を構えたが、子の久世は伊集院頼久の乱において奥州家の久豊により殺害される。守久自身も応永29年（1422年）に久豊の子の忠国によって攻められ、孫の久林と共に海路肥前国に逃れた。
永享2年（1430年）、守久の孫・久林が忠国の急襲を受けて自害し、総州家は断絶した。